# 巴拉圭河翹嘴脂鯉
巴拉圭河翹嘴脂鯉（Pyrrhulina australis），為輻鰭魚綱脂鯉目脂鯉亞目鱂脂鯉科的其一種，分布於南美洲巴拉圭河、拉布拉他河流域，體長可達5公分，棲息中底層水域，生活習性不明。